# True Friends
«True Friends» (en español, Amigos verdaderos) es una canción de la banda británica de Rock Bring Me the Horizon. Producida por el tecladista Jordan Fish y vocalista Oliver Sykes. fue lanzada el 20 de noviembre de 2015 promocionando el quinto disco de la banda That's The Spirit. Es el cuarto sencillo de dicho álbum, alcanzando el número 51 en la lista de sencillos del Reino Unido y encabezando la lista de sencillos del Reino Unido Rock y Metal.

## Video musical
El video musical de "True Friends" fue dirigido por Oliver Sykes y estrenado el 5 de noviembre de 2015. Descrito como un "misterio de asesinato que gira alrededor de una familia" por Luke Morton de TeamRock, presenta una historia que "se centra en un detective (Steve Oram) que está siendo perseguido por sus propias fechorías pasadas". El video fue elogiado por Chad Childers de Loudwire, quien lo describió como "una poderosa herramienta para contar cuentos" y "uno de los videos más escalofriantes e intensos del año". Del mismo modo, la revista DIY Jamie Milton elogió el video "argumento épico thriller" y la naturaleza dramática. En noviembre, la banda también lanzó un video de su actuación en vivo de la canción en Webster Hall en la ciudad de Nueva York a principios de año

## Posicionamiento en lista
| Listas (2015)                                 | Mejor posición |
| --------------------------------------------- | -------------- |
| Bélgica (Ultratip Flanders Singles)           | 74             |
| Estados Unidos (Hot Rock & Alternative Songs) | 22             |
| Reino Unido (UK Singles Chart)                | 91             |
| Reino Unido (UK Rock & Metal Singles)         | 2              |

## Certificaciones
| País        | Organismo certificador | Certificación | Ventas certificadas | Ref.   |
| ----------- | ---------------------- | ------------- | ------------------- | ------ |
| Australia   | ARIA                   | Oro           | 35 000              | [ 9 ]  |
| Reino Unido | BPI                    | Plata         | 200 000             | [ 10 ] |